# ZCMI
Zion's Co-operative Mercantile Institution (ZCMI) was een Amerikaanse warenhuisketen. Het werd op 9 oktober 1868 in Salt Lake City, Utah, opgericht door Brigham Young. 

## Geschiedenis
Hoewel de Kerk van Jezus Christus van de Heiligen der Laatste Dagen (LDS-kerk) op dat moment al zo'n twintig jaar haar hoofdkantoor in Salt Lake City had, werden ze door de omringende gemeenschap veracht, omdat Young niet-mormoonse handelaren die zich bezighielden met woekerprijzen voor eerste levensbehoeften had gekleineerd en in 1866 een boycot van deze bedrijven had aangemoedigd. Mormoonse ondernemers kregen van groothandelaren die ontdekten dat ze zaken deden met heiligen der laatste dagen, regelmatig hogere prijzen in rekening gebracht.
Deels vanwege de naderende voltooiing van de spoorlijn en deels om een eerlijker ondernemersklimaat te creëren, was Youngs idee om Mormoonse bedrijven aan te moedigen om zich onder één dak te verenigen. Door hun krachten te bundelen, konden ze grotere bestellingen plaatsen om materialen en goederen exclusief (destijds) aan andere leden van de LDS-kerk te verkopen.
ZCMI werd formeel opgericht in 1868 en in 1870 werd een verlengbaar contract van 25 jaar afgesloten. Centraal hierin stond de aankoop van Eagle Emporium, een conglomeraat van handelsbedrijven in handen van William Jennings door de LDS-kerk.
ZCMI groeide uit tot een geduchte onderneming en ging uiteindelijk een eigen lijnen van laarzen en schoenen, en werkkleding produceren. Er werd ook van alles verkocht; het assortiment was enorm breed.

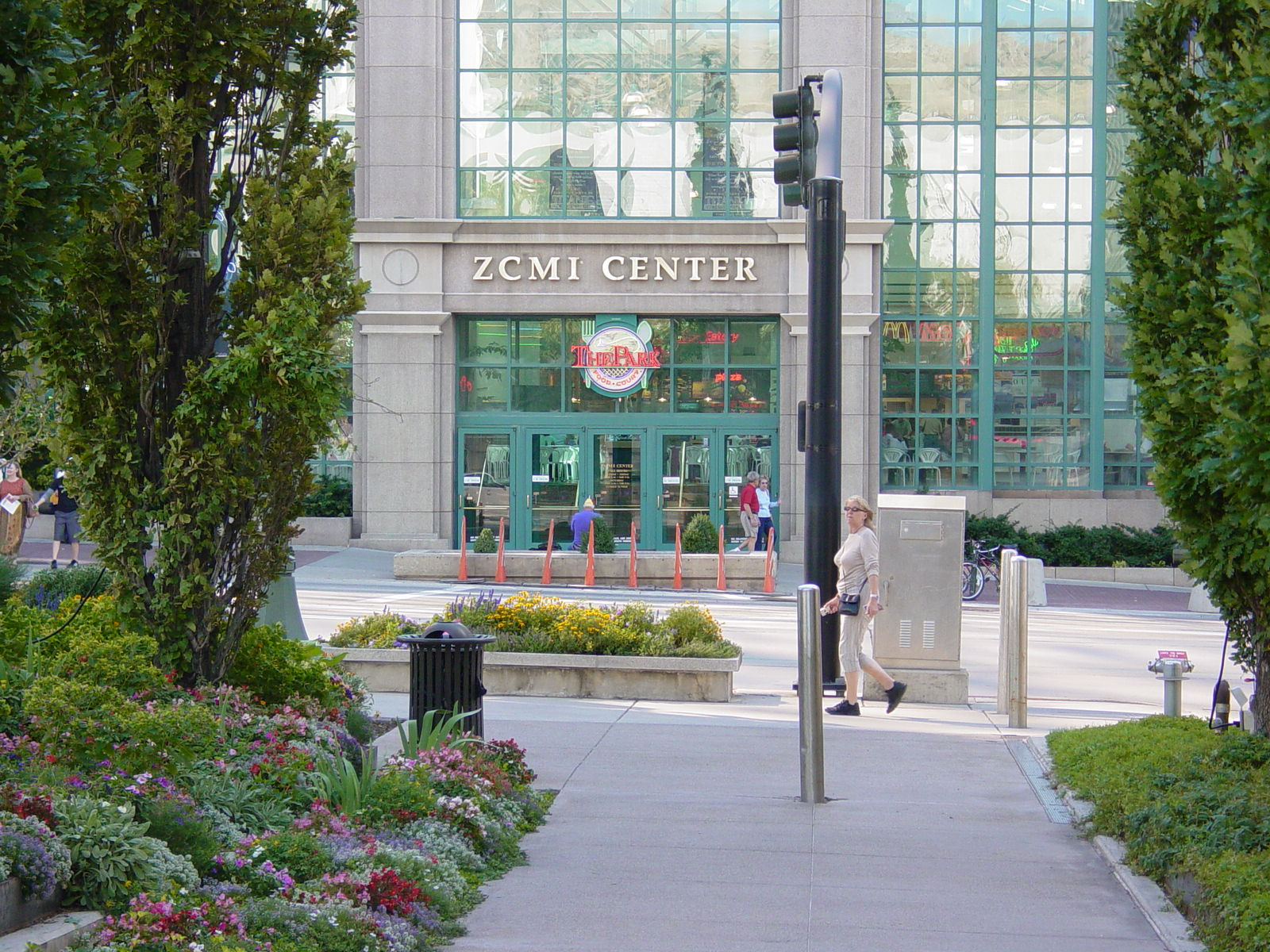
Het voormalige ZCMI Center Mall in het centrum van Salt Lake City (2004)

Het bedrijf dat gevestigd was in Salt Lake City groeide al snel uit tot een begrip in de gemeenschap. De LDS-kerk had een belangrijke invloed op het bedrijf en behield een meerderheidsbelang in ZCMI tot de uiteindelijke verkoop in december 1999. De winkel werd opgericht door een stemming van de Raad van Vijftig, een van de eerste organisaties binnen de Mormoonse Kerk. De directeur van de winkel was vaak ook directeur van de Mormoonse Kerk. Harold Harper Bennett was de eerste directeur van de winkel die niet ook het Mormoonse ambt bekleedde.
In 1990 opende ZCMI haar eerste conceptstore: ZCMI II. Deze winkel had een kleiner vloeroppervlak dan de gebruikelijke winkels en verkocht uitsluitend heren- en dameskleding en schoenen. Andere afdelingen, zoals huishoudelijke artikelen, linnengoed en kinderkleding, ontbraken. De eerste winkel van dit type werd in 1990 geopend in Tri City Mall in Mesa, Arizona.
In oktober 1999 werd ZCMI, als gevolg van verliezen gedurende twee opeenvolgende jaren en de toenemende economische en sociale druk, verkocht aan May Department Stores Company uit St. Louis. ZCMI opereerde daarna onder zijn oorspronkelijke naam als onderdeel van de in Portland gevestigde Meier & Frank-divisie van May tot april 2001, toen de winkels de naam Meier & Frank aannamen. Naast de naamswijziging werden in maart 2001 de winkels in Logan en St. George in Utah, samen met de winkels in Idaho Falls en Pocatello in Idaho, verkocht aan Dillard's. May Department Stores Company werd in 2005 verkocht aan Federated Department Stores (nu Macy's, Inc.). In september 2006 werden alle Meier & Frank-winkels omgebouwd tot Macy's.

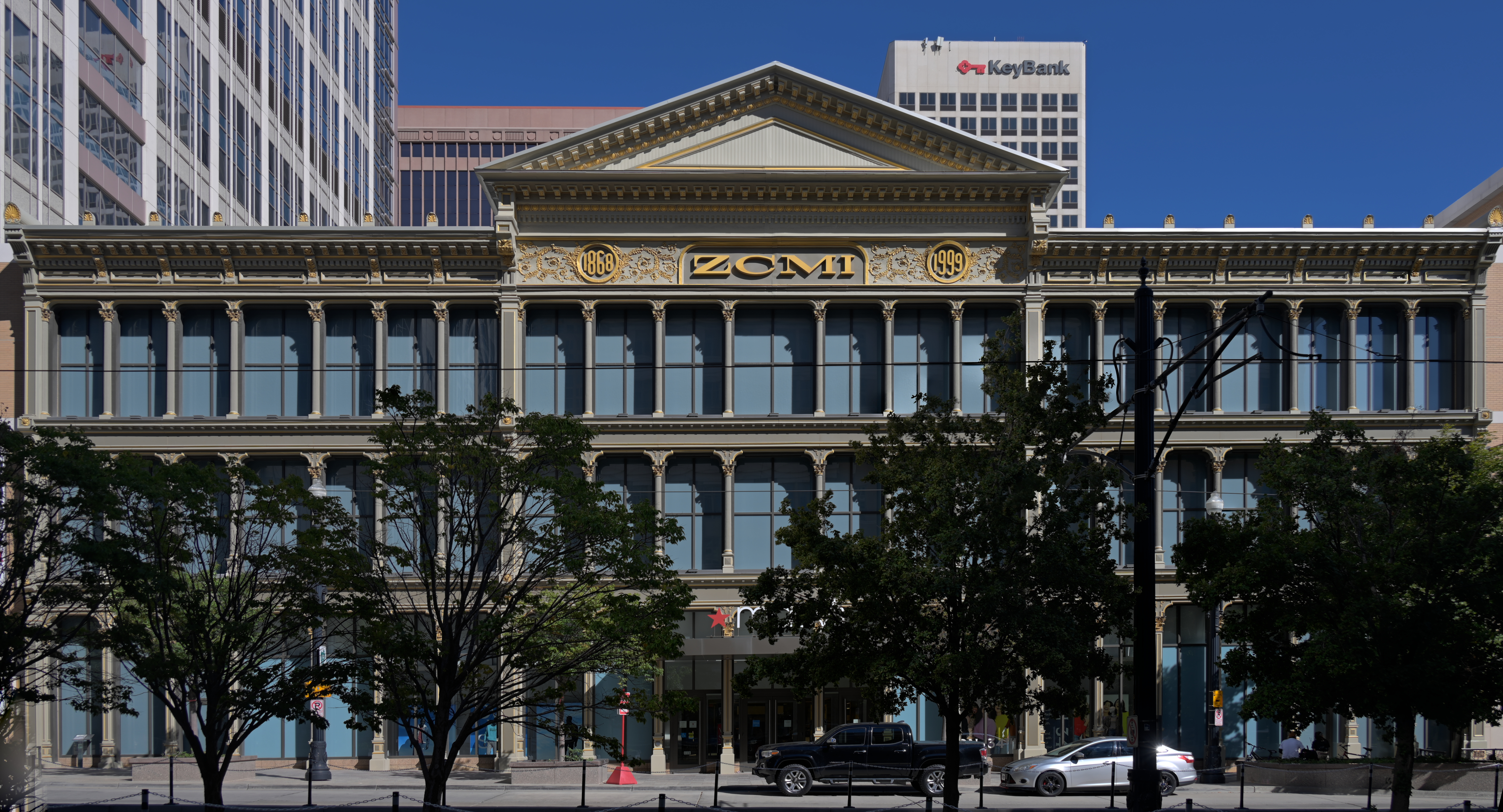
De ZCMI-gevel in City Creek Center (2023)

De voorgevel van ZCMI werd gebruikt in het City Creek Center, waarbij het originele ZCMI-naamplaatje werd behouden in de voorgevel van Macy's.

## Varia
Het bedrijf gebruikte jarenlang de slogan "America's First Department Store".